# Andy Bailey Park
Andy Bailey Park är en park i Kanada.   Den ligger i provinsen British Columbia, i den centrala delen av landet, 3 400 km väster om huvudstaden Ottawa. Andy Bailey Park ligger 488 meter över havet. Den ligger vid sjön Andy Bailey Lake.
Terrängen runt Andy Bailey Park är platt åt sydväst, men åt nordost är den kuperad. Trakten runt Andy Bailey Park är nära nog obefolkad, med mindre än två invånare per kvadratkilometer.. Det finns inga samhällen i närheten.
I omgivningarna runt Andy Bailey Park växer i huvudsak barrskog.